# Martín Tristán Calvete
Martín Tristán Calvete ( - 1546) fue un eclesiástico español que llegó a ser obispo de Lugo y Oviedo.
El 8 de junio de 1534 es nombrado para el cargo de obispo de Lugo.
El 30 de mayo de 1539 es nombrado obispo de Oviedo.
| Predecesor: Pedro Ribera          | Obispo de Lugo 1534–1539   | Sucesor: Juan Suárez Carvajal     |
| Predecesor: Fernando Valdés Salas | Obispo de Oviedo 1539–1546 | Sucesor: Cristóbal Rojas Sandoval |